# Thelionema
Thelionema es un género con tres especies de plantas suculentas perteneciente a la familia Xanthorrhoeaceae.

## Especies
| - Thelionema caespitosum - Thelionema grande - Thelionema umbellatum |